# كلوتيلد
كلوتيلد (بالفرنسية: Clotilde)‏ هي ملكة وقديسة فرنجية وأميرة بورغندية. ولدت في سنة 474 في مدينة ليون. والدها هو تشيلبيريك الثاني ملك بورغندي. تزوجت كلوتيلد من كلوفيس الأول ملك الفرنجة والذي اعتنق المسيحية بعد زواجه منها. زوجها كلوفيس الأول كان أول ملك للفرنجة بعد تمكنه من توحيد القبائل الفرنجية بمملكة واحدة. أنجبت لكلوفيس ثلاثة أبناء وهم كلودومير الأول والذي أصبح ملك أورليان وشيلديبيرت الأول والذي أصبح ملك باريس وكلوتير الأول ملك سواسون، وأنجبت منه ابنه واحدة كلوتيلد والتي تزوجت من أمالاريك ملك القوط الغربيين في هسبانيا. بعد انتصار زوجها كلوفيس في معركة تولبياك ضد قبائل الألامانيين في سنة 496 قامت كلوتيلد ببناء كنيسة الرسل المقدسين في باريس والتي أصبحت فيما بعد دير القديسة جينيفيف. بسبب دورها في نشر المسيحية في فرنسا تعتبرها الكنيسة الكاثوليكية قديسة وتعيد ذكراها في يوم 3 يونيو من كل سنة. بعد ترملها ووفاة زوجها في سنة 511، دخلت الدير واصبحت راهبة واقامت في دير القديس مارتن. حرضت ابنائها على دخول حرب ضد ابني عمومتها غوندوباد وسيجسموند للانتقام من قتل والديها على يديهم. لكن الحملة فشلت بعد مقتل ابنها كلودومير الأول في معركة فيزيرونس. بعد وفاة ابنتها كلوتيلد حاولت الحفاظ على حياة ابنائها الا انهم قتلوا بأمر من ابنها شيلدبيرت. بعد صراع ابنائها اختارت الاعتزال عن السلطة، وتوفيت في سنة 545 في مدينة تور.